# يواكيم بولدسين
يواكيم بولدسين (بالدنماركية: Joachim Boldsen) مواليد 30 أبريل 1978 في هيليسينكور، هو لاعب كرة يد دانمركي معتزل. مثل منتخب الدنمارك لكرة اليد في 186 مباراة. شارك في دورة الألعاب الأولمبية الصيفية سنة 2008. حقق المركز الأول في بطولة أوروبا لكرة اليد للرجال 2008.

## المسيرة الاحترافية
لعب مع نادي جوج لكرة اليد في الدوري الدنماركي من سنة 1997 إلى 1999، ثم انضم إلى أجاكس هيروز في سنة 2001، ثم لعب مع نادي فلنسبورغ هاندفيت لكرة اليد في الدوري الألماني من سنة 2001 إلى 2007، ثم لعب مع نادي آلبورغ لكرة اليد في الدوري الدنماركي في موسم 2007-2008، ثم انضم إلى نادي برشلونة لكرة اليد في الدوري الإسباني من سنة 2008 إلى 2010.

## الميداليات
| الميدالية | المسابقة                           |
| --------- | ---------------------------------- |
| برونزية   | بطولة العالم لكرة اليد للرجال 2007 |
| ذهبية     | بطولة أوروبا لكرة اليد للرجال 2008 |
| برونزية   | بطولة أوروبا لكرة اليد للرجال 2002 |
| برونزية   | بطولة أوروبا لكرة اليد للرجال 2004 |
| برونزية   | بطولة أوروبا لكرة اليد للرجال 2006 |

## روابط خارجية
- يواكيم بولدسين على موقع IMDb (الإنجليزية)

- يواكيم بولدسين على موقع الاتحاد الأوروبي لكرة اليد (الإنجليزية)
- يواكيم بولدسين على موقع اللجنة الأولمبية الدولية (الإنجليزية)
- يواكيم بولدسين على موقع أوليمبيديا (الإنجليزية)